# مايكل فينتورا
مايكل فينتورا (بالإنجليزية: Michael Ventura)‏ (31 أكتوبر 1945 في الولايات المتحدة)؛ كاتب، صحفي، مخرج أفلام وروائي أمريكي.

## روابط خارجية
- مايكل فينتورا على موقع IMDb (الإنجليزية)
- مايكل فينتورا على موقع ميوزك برينز (الإنجليزية)
- مايكل فينتورا على موقع قاعدة بيانات الفيلم (الإنجليزية)